# Nordmands Grund
Nordmands Grund (på tysk: Nordmannsgrund, på nordfrisisk: a Normaans Grünj) betegner et omtrent 15 km² stort vadeområde ud for Førs sydkyst i det nordfrisiske vadehav. Vaderne ved landsbyen Goting kaldes også for Goting Rev. Nordmands Grund grænser i syd mod tidevandsrenden Nørreå og i sydvest mod Amrum Dyb. På Nørreås modsatte bred ligger halligen Nordmarsk-Langenæs med vaderne Marsknakke og Svineryggen. Vaderne har deres navn efter vikingerne og en havn der fandtes i området omtrent år 1000.